# Ricco & Claudia
A Ricco & Claudia énekegyüttes tagjai Farkas Klaudia és Šárközi Richard. Az X-Faktor hetedik évadának győztesei voltak.

## Története
A formáció 2014-ben alakult. 2014-ben még mindketten egyéni előadóként jelentkeztek a cseh Prima és a szlovák JOJ televíziók által közvetített cseh/szlovák X-Faktorba, de végül csapatba rakták őket, és így együtt folytatták a versenyt. A műsorban egészen a második helyig jutottak. A duó az X-Faktor után is együtt folytatta tovább. 2017-ben ismét szerencsét próbáltak a magyar X-Faktorban, amelyet végül megnyertek, így ők lettek a magyarországi X-Faktor történetének legeredményesebb csapata és az első olyan győztese, akik a Csapatok kategóriából kerültek ki. Mentoruk Gáspár Laci volt.
A formáció férfi tagja, Ricco kerekesszékes. Utasként, egy autóbaleset következtében bénult le 2009-ben.

## Tagjai
- Farkas Klaudia (45 éves) - Született: 1979. május 12.
- Šárközi Richard (37 éves) - Született: 1987. április 6.

## Diszkográfia

### Kislemezek
| Cím                             | Év   | Album részletei | Legmagasabb helyezés |
| Cím                             | Év   | Album részletei | MAHASZ Top 40        |
| ------------------------------- | ---- | --------------- | -------------------- |
| Ha minden van, semmit sem látsz | 2017 |                 |                      |